# Gasteracantha regalis
Gasteracantha regalis là một loài nhện trong họ Araneidae.
Loài này thuộc chi Gasteracantha. Gasteracantha regalis được Arthur Gardiner Butler miêu tả năm 1873.